# Instytut Podstawowych Problemów Techniki Polskiej Akademii Nauk
Instytut Podstawowych Problemów Techniki Polskiej Akademii Nauk (IPPT PAN) – instytut naukowy Polskiej Akademii Nauk, który prowadzi badania podstawowe i aplikacyjne oraz kształci kadry naukowe w dziedzinach takich jak: mechanika, inżynieria materiałowa, budowa i eksploatacja maszyn, elektronika (w tym akustyka), informatyka, budownictwo i mechanika konstrukcji. Instytut mieści się w Warszawie przy ul. Pawińskiego 5B.

## Początki
Historia IPPT PAN sięga 1952, kiedy to Sekretariat Naukowy PAN powołał pierwszą Radę Naukową, a następnie podjął uchwałę o utworzeniu IPPT PAN (rok założenia 1953). Zespoły kierowane przez profesorów Wacława Olszaka, Janusza Groszkowskiego, Ignacego Maleckiego i Aleksandra Krupkowskiego od początku miały autorytet w kraju i za granicą, wynikający z wniesionego przez nich dorobku naukowego oraz wkładu w tworzenie po wojnie przemysłu i budownictwa.

## Siedziba
Do 1958 IPPT PAN mieścił się w Pałacu Staszica w Warszawie. W latach 1959–2009 jego siedzibą była część budynku NBP przy ulicy Świętokrzyskiej 21. Obecnie Instytut mieści się przy ulicy Adolfa Pawińskiego 5B.

## Priorytety badawcze
Obecnie prowadzone badania koncentrują się na następujących obszarach nauki:
- nowoczesne materiały i konstrukcje – tj. m.in. termomechanika stopów z pamięcią kształtu, hydrodynamika tworzenia nanowłókien w polu elektrycznym, analiza zachowania się materiałów w warunkach ekstremalnych, modelowanie naprężeń w półprzewodnikach w nanoskali;
- modelowanie i diagnostyka w zastosowaniach medycznych – badania ultradźwiękowe tkanek biologicznych i narządów człowieka, biotechnologie skierowane na medycynę, analiza cyfrowych obrazów medycznych;
- metody informatyczne, analiza i optymalizacja, badania materiałów inteligentnych, sterowanie i dynamika układów transportowych;
- inżynieria środowiska i energetyka odnawialna;
- konstrukcje adaptacyjne, konstrukcje samosterujące, robotyka, autodiagnostyka i monitoring konstrukcji.

## Współpraca
Wśród partnerów IPPT PAN są m.in.: Ferroperm, United States Steel Corporation, Pratt&Whitney Canada, PKN Orlen S.A., WSK „PZL Świdnik” S.A., Echo-Son S.A., Sonomed sp. z o.o., WSK „PZL Rzeszów” S.A., General Motors Manufacturing Poland sp. z o.o., KGHM Ecoren S.A., EADS, FIAT S.p.A., TRW Engine Components (Langfang) Co. i inne. Przejawem współpracy z europejskimi ośrodkami naukowo-badawczymi jest realizacja wielu projektów badawczych w ramach programów UE. Jednym z wiodących projektów 6PR była sieć Doskonałości: Nowoczesne Materiały Wieloskładnikowe o Podwyższonej Trwałości i Niezawodności (KMM-NoE), koordynowana przez IPPT PAN. Jej kontynuacją jest Europejski Instytut Wirtualny KMM-VIN AISBL, będący przykładem międzynarodowego oddziaływania IPPT PAN.

## Kształcenie kadry
Jednym z głównych zadań IPPT PAN, obok prowadzenia badań naukowych jest kształcenie kadry naukowej. Obecnie w IPPT PAN znajdują się dwie szkoły doktorskie: Szkoła Doktorska IPPT PAN oraz Szkoła Doktorska TIB PAN.
Uprawnienia Instytutu do nadawania stopni doktora i doktora habilitowanego nauk technicznych w dyscyplinach:
- inżynieria mechaniczna,
- inżynieria materiałowa,
- informatyka techniczna i telekomunikacja,
- automatyka, elektronika i elektrotechnika
- inżynieria biomedyczna (tylko doktoraty)